# Pasquale Atripaldi
Pasquale Atripaldi (Napoli, 2 gennaio 1923 – ...) è stato un calciatore e allenatore di calcio italiano, di ruolo portiere.

## Carriera

### Giocatore
Cresce nelle giovanili del Napoli, dove milita tra il 1940 e il 1943. Dal 1945 al 1946 ha giocato nelle serie minori nella squadra campana dell'Alba Sant'Agata e poi nel Benevento in Serie C, per poi passare al Siracusa come riserva di Remo Peroncelli. Nella stagione 1947-1948 ha giocato in Serie B, collezionando 7 presenze. È poi rimasto in rosa anche nella stagione 1948-1949, nella quale ha giocato altre 7 partite, e nella stagione 1949-1950, nella quale è sceso in campo in 6 occasioni. Successivamente ha giocato in Serie C con la Toma Maglie fino al 1952, anno in cui è stato messo in lista di trasferimento.

### Allenatore
Nella stagione 1971-1972 è subentrato a Nicola D'Alessio Monte sulla panchina del Sorrento, squadra di Serie B, con cui aveva lavorato come vice e come allenatore della Juniores nelle due stagioni precedenti; ha allenato i rossoneri dal 9 gennaio 1972 fino a fine stagione, senza riuscire ad impedirne la retrocessione in Serie C, conquistando complessivamente 7 vittorie, 5 pareggi e 11 sconfitte in 23 partite trascorse sulla panchina del club rossonero. In seguito, ha allenato per mezza stagione l'Ischia in Serie D (subentrando alla ventunesima giornata di campionato). È tornato sulla panchina della squadra campana il 26 ottobre 1980 in sostituzione di Francesco Paolo Specchia, ed ha chiuso il campionato di Serie C2 all'11º posto in classifica.

## Palmarès

### Giocatore

#### Competizioni nazionali
- Serie C: 1

Toma Maglie: 1951-1952 (girone D)